# Christoph H. Müller

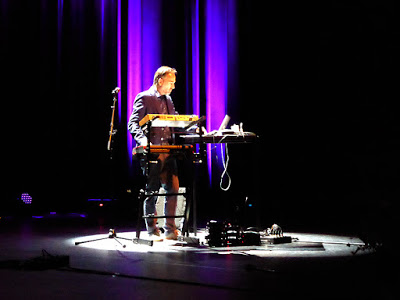
Christoph H. Müller

Christoph H. Müller (geboren 1968) ist ein Schweizer Musiker, Komponist, Produzent und Tontechniker. Er ist vor allem als Mitbegründer der Electronica/Neotango-Band Gotan Project bekannt. Gegenwärtig ist er Gründungsmitglied und aktives Mitglied des Plaza Francia Orchestra und von Müller & Makaroff, beide mit seinem langjährigen Mitarbeiter Eduardo Makaroff.

## Biographie
Als Teenager spielte Müller in verschiedenen Bands, darunter Touch El Arab, deren Song "Muhammar" 1987 ein Top-5-Hit in der Schweiz wurde.
Nach Studien an den Universitäten Basel und Zürich zog er nach Paris, um an der "Ecole des Hautes Etudes en Sciences Sociales" zu studieren. Gleichzeitig setzte er seine musikalische Tätigkeit fort und gründete zusammen mit der in Paris lebenden amerikanischen Singer/Songwriterin Gabriela Arnon die Band Ten Mother Tongues. Sie veröffentlichten 1997 ein Album mit dem Titel The Listening Tree.
Im Jahr 1995 begann er eine enge Zusammenarbeit mit dem französischen Label Ya Basta Records. Er veröffentlichte Titel unter Namen wie "The Boyz from Brazil", "Stereo Action Unlimited" und "Fruit of the loop" und arbeitete an Musik für Kurzfilme, TV-Jingles und Werbung.
1999 gründete er zusammen mit dem argentinischen Musiker Eduardo Makaroff und dem französischen Produzenten Philippe Cohen Solal das Gotan Project, dessen neue Form des argentinischen Tangos weltweit großen Erfolg hat. Sie haben drei Alben veröffentlicht: La Revancha del Tango (2001), Lunatico (2006) und Tango 3.0 (2010), und absolvierten bis Herbst 2011 drei erfolgreiche Welttourneen.
Gleichzeitig gründete Müller 2004 seine eigene Produktionsfirma March:Music, um seine anderen musikalischen Projekte zu entwickeln, wie sein Soloprojekt Roy Dubb und – zusammen mit afro-peruanischen Musikern – das Projekt RADIOKIJADA, dessen erstes Album Nuevos Sonidos Afro Peruanos 2009 bei Wrasse Records veröffentlicht wurde. Das Album erhielt in Großbritannien begeisterte Kritiken, und die Band spielte auf dem WOMAD-Festival in Reading, das laut The Guardian eines der Highlights war.
Jahr 2005 komponierte er zusammen mit Eduardo Makaroff die Originalmusik für Not Here to Be Loved, einen Film von Stéphane Brizé, und 2007/2008 den Soundtrack für El Gaucho, einen Dokumentarspielfilm des argentinischen Regisseurs Andres Jarach. Damit war das Komponisten/Produzenten-Duo Müller & Makaroff geboren. In den Jahren 2012 und 2013 schrieben Müller & Makaroff die Musik für den Kurzfilm Reencuentro des argentinischen Regisseurs Pablo Giorgelli (Camera d'or in Cannes für seinen Film Las Acacias) und für Evita, einen von Pablo Agüero geschriebenen Radiobeitrag mit der französischen Schauspielerin Jeanne Moreau in der Hauptrolle.
Ebenfalls im Jahr 2012 begann er eine Zusammenarbeit mit der Ikone der elektronischen Musik Hans-Joachim Roedelius (von der Krautrock-Band Cluster). Sie spielten zusammen live in Paris und in Lunz (Österreich).
Im Jahr 2014 gründeten Müller und Eduardo Makaroff zusammen mit der Sängerin Catherine Ringer eine neue Band namens Plaza Francia. Das Ergebnis ist das am 7. April 2014 veröffentlichte A New Tango Song Book und eine anschließende Frankreich-/Europa-Tournee, die im November 2015 endete.
Im Jahr 2015 wurde das erste Album seiner Zusammenarbeit mit Roedelius, Imagori, von Groenland Records veröffentlicht.
Im Jahr 2018 änderte Plaza Francia seinen Namen in Plaza Francia Orchestra' und veröffentlichte ein selbstbetiteltes Album mit Catherine Ringer, Lura und Maria Muliterno als Sängerinnen. Bei diesem Album arbeiteten sie auch mit den argentinischen Musikern Pablo Gignoli und Sebastian Volco zusammen. Das Albumcover wurde von dem argentinischen Künstler Antonio Segui entworfen, der in Paris lebt. Im Sommer 2018 starteten sie eine neue Tournee, die im Herbst 2019 in Abu Dhabi endete.
Also in 2018, Müller released the second album of his collaboration with Roedelius, Imagori II.
Müller & Eduardo Makaroff haben auch wieder begonnen, unter dem Namen Müller & Makaroff zu touren, aufzunehmen und aufzutreten. Im Dezember 2019 arbeiten sie mit dem bildenden Künstler Ian Kornfeld für ein neues Projekt ANTROPOCENO! zusammen, das zum ersten Mal auf der COP25 in Madrid veröffentlicht wurde.
Die erste Single Antropoceno (atentas al) mit Fémina, Hilda Lizarazu und Mia Folino wurde im Herbst 2020 veröffentlicht und bei den UN Global Climate Action Awards 2020 aufgeführt. Auf diese Single folgte Ahora mit den Stimmen von Greta Thunberg und David Attenborough. Im Mai 2022 veröffentlichten sie Todo puede suceder mit Kevin Johansen in einer gemeinsamen Aktion mit Brian Enos Organisation EarthPercent.
2024 komponieren Müller und Makaroff die Musik für „La Danse des Jeux“ (Tanz der Spiele), eine Choreografie von Mourad Merzouki für die Olympische Sommerspiele 2024 in Paris. Dieser partizipative Tanz war für pädagogische Zwecke in Schulen und Sportvereinen in ganz Frankreich sowie französische Schulen auf der ganzen Welt bestimmt.
Zusammen mit Eduardo Makaroff komponiert und produziert Müller auch die Musik für Mourad Merzoukis neueste Kreation „Beauséjour“, die im Juli 2024 beim Festival „Les Nuits de Fourvière“ in Lyon uraufgeführt wird.

## Diskografie

### Albums und EPs
- 1987: Touch el Arab – We Believe
- 1988: Touch el Arab – LRK
- 1989: Touch el Arab – Limited
- 1997: Ten Mother Tongues – The Listening Tree
- 1997: Fruit of the Loop – S*xplore (maxi 12")
- 1997: The Boyz from Brazil – Solidao (maxi 12")
- 1997: The Boyz from Brazil – Chica Boom (maxi 12")
- 1998: Stereo Action Unlimited – Hifi Trumpet
- 1999: The Boyz from Brazil
- 1999: Gotan Project – Vuelvo al sur/El capitalismo foraneo (maxi 10")
- 2000: Gotan Project – Santa Maria (maxi 10")
- 2000: Gotan Project – Triptico (maxi 10")
- 2000: Stereo Action Unlimited – Lovelight (maxi 12")
- 2001: Gotan Project – La revancha del tango
- 2005: Radiokijada – Nuevos sonidos afroperuanos part I (maxi 12")
- 2006: Gotan Project – Lunatico
- 2006: Je ne suis pas là pour être aimé (Filmmusik)
- 2006: Roy Dubb – Harambe (maxi 12")
- 2006: Roy Dubb – Afro Blue (maxi 12")
- 2007: Les Meilleurs Meilleurs – CD und KInderbuch
- 2008: Filmmusik El gaucho
- 2009: Radiokijada – Nuevos sonidos afroperuanos
- 2010: Gotan Project – Tango 3.0
- 2014: Plaza Francia – A new tango songbook
- 2015: Plaza Francia – Live Re-Experience
- 2015: Mueller_Roedelius – Imagori
- 2018: Plaza Francia Orchestra – Plaza Francia Orchestra
- 2018: Mueller_Roedelius – Imagori II

- 1989: TransEuropa: A Swiss-Swedish Techno Sampler
- 1989: Stop the Army Vol.I
- 1997: Filmmusik Clubbed to death
- 1998: Filmmusik Je ne voudrais pas crever un dimanche
- 2004: Inspiracion/Espiracion: A Gotan Project DJ set
- 2007: Ya Basta Records: 10 years after all

Die Musik von Gotan Project wurde auf vielen Kompilationsalben veröffentlicht und in vielen Spielfilmen und Fernsehserien verwendet.

## Filmographie

### Original Komposition
- Je n'aimerais pas crever un dimanche (1998)
- Not Here to Be Loved (2005)
- El gaucho (Andrés Jarach) (2009)
- Au fil d'Ariane (2014)

#### Mit Gotan Project
- Tom at the Farm (Tom à la ferme) "Santa Maria (del buen ayre)"
- Shall We Dance – "Santa María (del buen ayre)" 2001
- Ocean’s 12 – "El Capitalismo Foraneo"
- The Bourne Identity – "Época"
- The Truth about Charlie – "Época"
- Meant to Be – "Época"
- Knight & Day – "Santa María (del buen ayre)" "Santa María Pepe Braddock rmx" "Diferente"
- Lies & Alibis – "Santa María (del buen ayre)"
- Guess Who – "Queremos Paz"
- Benjamim – "Vuelvo al Sur"
- Powder Blue – "Amor Porteño"

- El Gaucho (Regie Andres Jarach)

- Maradona, Gamin en Or
- The Take (Regie Naomi Klein)

Nip/Tuck
- S05E13 – "El Capitalismo Foráneo"
- S03E15 – "Santa María (del buen ayre)"

Chuck
- S01E03 – "Santa María (del buen ayre)"

Sex and the City
- S06E20 – "Queremos Paz"

Six Feet Under
- S03E09 – "Vuelvo al Sur"

Brothers & Sisters
- S04E05 – "Santa María (del buen ayre)"

Dancing With the Stars (2009)
- Round Eight – "Santa María (del buen ayre)"
- Round Six -"Mi Confesión"
- Round Three – "Cité Tango"

So You Think You Can Dance
- USA

1. Top 12 Perform (2011) – "Tríptico"
2. Top 18 Perform (2008) – "Mi Confesión"

- Kanada

1. Top 20 (2008) – "Santa María (del buen ayre)”

- Australien

1. Top 16 Perform (2008) – "Santa María (del buen ayre)"

## Auszeichnungen
- BBC Radio 3 Awards for World Music UK – 2003
- BBC Radio 3 Awards for World Music UK – 2007
- Victoires de la Musique France – 2003
- Grand Prix SACEM France – 2010

- Chevalier des Arts et des Lettres (Ritter der Künste und der Literatur)